# سالواتوره آوالونه
سالواتوره آوالونه (انگلیسی: Salvatore Avallone؛ زادهٔ ۳۰ اوت ۱۹۶۹) بازیکن فوتبال اهل ایتالیا است.
از باشگاه‌هایی که در آن بازی کرده‌است می‌توان به باشگاه ورزشی لاتزیو، باشگاه فوتبال آلساندریا، باشگاه فوتبال یوونتوس، باشگاه فوتبال یووه استابیا، باشگاه فوتبال آولینو، و باشگاه فوتبال وارزه اشاره کرد.